# Forgandenny
Forgandenny (gälisch: Forgrann Eithne) ist ein kleines Dorf in der schottischen Council Area Perth and Kinross. Es liegt etwa 1,5 Kilometer südlich des Flusses Earn etwa sechs Kilometer südwestlich von Perth und 35 km nordöstlich von Stirling.
Zwischen 1890 und 1928 wurde bei Forgandenny die überregional bedeutende Whiskybrennerei Stronachie betrieben.

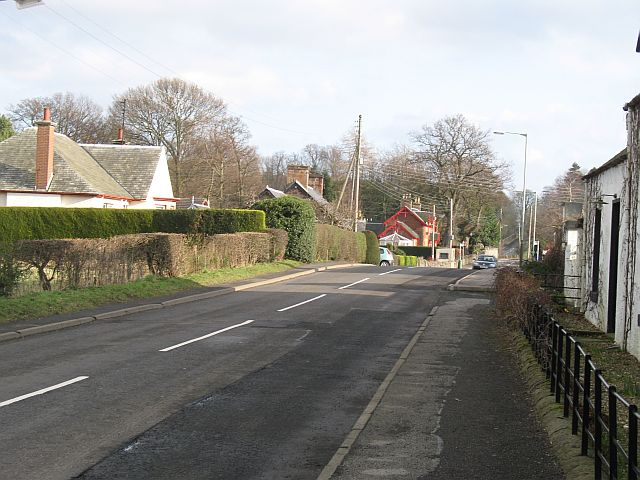
Hauptstraße von Forgandenny
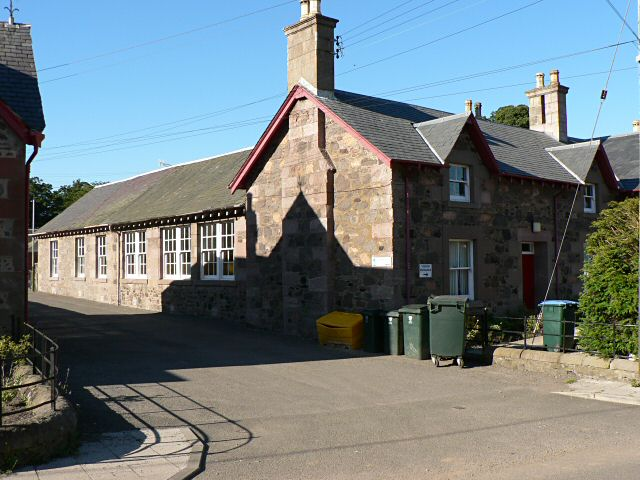
Schule von Forgandenny

## Verkehr
Etwa fünf Kilometer östlich der Ortschaft verläuft die M90, die Perth mit Edinburgh verbindet. Die A9 verläuft etwa vier Kilometer nordwestlich. Sie führt bis nach Thurso in Caithness im Norden Schottlands. Forgandenny selbst besitzt keinen Bahnhof. Der Bahnhof des nahegelegenen Perth ist jedoch Fernverkehrshalt.